# Tron: Legacy
Tron: Legacy és una pel·lícula estatunidenca de ciència-ficció i acció del 2010, dirigida per Joseph Kosinski, a partir d'un guió escrit per Adam Horowitz i Edward Kitsis, basada en una història d'Horowitz, Kitsis, Brian Klugman i Lee Sternthal. És la seqüela de la pel·lícula Tron de 1982 del director Steven Lisberger, que torna en aquest lliurament com a productor. El repartiment inclou a Jeff Bridges i Bruce Boxleitner que tornen als seus papers de Kevin Flynn i Alan Bradley, respectivament, al costat de Garrett Hedlund, Olivia Wilde, i Michael Sheen. La història segueix al fill de Flynn, Sam, que respon a un missatge molt antic del seu pare i és transportat a una realitat virtual anomenada Grid, on Sam, el seu pare i l'algorisme Quorra, han de detenir el programa maliciós Clu d'envair el món humà.
L'interès a crear una seqüela de Tron va sorgir després que la pel·lícula guanyés molts seguidors de culte. Finalment, després de molta especulació, Walt Disney Pictures va començar un esforç el 2005 per idear Tron: Legacy, amb la contractació de Klugman i Sternthal com a guionistes. Kosinski va ser reclutat com a director dos anys més tard. Com no era optimista sobre l'enfocament que tenia Disney d'assemblar la pel·lícula a Matrix, Kosinski va filmar un alt concepte, que solia conceptualitzar l'univers de Tron: Legacy i convèncer a l'estudi per aprovar la pel·lícula. La fotografia principal va tenir lloc a Vancouver durant 67 dies, en i al voltant del districte central de negocis de la ciutat. La majoria de les seqüències es van rodar en 3D i deu companyies van participar en l'extens treball de efectes visuals. La clau de color i altres tècniques es van utilitzar per permetre més llibertat en la creació dels efectes. Daft Punk va compondre el score original, incorporant sons orquestrals amb la seva marca registrada de música electrònica.
Tron: Legacy es va estrenar a Tòquio el 30 de novembre de 2010 i a l'Amèrica del Nord el 17 de desembre del mateix any. Disney va promocionar vigorosament la pel·lícula a través de múltiples plataformes de mitjans, incloent màrqueting, productes de consum, parcs temàtics i publicitat. Després del seu llançament, la pel·lícula va rebre crítiques mixtes dels experts de cinema, els qui van elogiar els efectes visuals, el disseny de producció i la banda sonora, però van criticar el desenvolupament del personatge, l'actuació del repartiment i la història. La pel·lícula va recaptar $400 milions de dòlars durant la seva estrena mundial en cartelleres.

## Argument
El 1989, 7 anys després dels esdeveniments de la primera pel·lícula, Kevin Flynn (Jeff Bridges) ha estat promogut com a cap de la companyia desenvolupadora de jocs ENCOM, una nit li explica al seu petit fill Sam Flynn tota la història de la seva aventura al món digital, ja que Sam estava emocionat per saber tota la història, no obstant això com Kevin ha de retirar-se a treballar decideix deixar d'explicar-li la història al seu fill i li diu que l'endemà ho portés al centre de videojocs Flynn's Arcade per divertir-se una estona com a pare i fill. Poc després de la seva partida s'anuncia per les notícies que Kevin ha desaparegut sense deixar rastre del seu parador, deixant al seu petit fill orfe i sota la cura dels seus avis.
20 anys després de la misteriosa desaparició del seu pare, Sam Flynn (Garrett Hedlund), ara amb 27 anys, condueix la seva motocicleta per la carretera en camí cap a la torre de la companyia ENCOM per fer-li una broma anual a la companyia, però una vegada que aconsegueix la seva comesa acaba sent arrestat per la policia. Després de pagar una costosa multa Sam és alliberat de càrrecs i condueix cap a la seva casa on rep la visita d'Alan Bradley (Bruce Boxleitner), el soci i amic més proper de Kevin, el qual li explica que el seu peculiar interès en la companyia del seu pare, sobre la seva broma anual i a més creu fermament que Kevin no desapareixeria així res més, fins que Sam li pregunta a Alan perquè aquesta aquí i est li esmenta que va rebre un misteriós missatge en el seu antic comunicador del qual el pare de Sam li va advertir que usés abans de dormir i encara ho fa, després li esmenta que el missatge va venir del centre de videojocs de Flynn. Al principi Sam no li pren molta importància a l'assumpte des que va desaparèixer el seu pare i Alan li esmenta que el nombre del centre de videojocs porta desconnectat 20 anys i li esmenta que dues nits abans de desaparèixer, Kevin va anar a visitar-lo a la seva casa i li deia: "ho he aconseguit", constantment i li va parlar sobre circuits integrats, teletrasportació quàntica, etc. Però Sam no creu que sigui possible, ja que pensa que el seu pare o està mort o a Costa Rica gaudint de la vida, Alan li lliura les claus del local i li esmenta que encara no ha anat a investigar, ja que volia que Sam anés abans a veure'l. Més tard Sam condueix fins al centre de videojocs de Flynn on troba un súperordinador encara encès, mentre intenta esbrinar que estava treballant el seu pare, inesperadament Sam és transportat al món digital on se sent desorientat al principi del que està passant fins que és capturat per uns guàrdies els qui busquen "programes" corruptes. Si el programa està molt danyat ha de ser enviat a "rectificar"; per contra si solament és un programa rebel ha de ser enviat a la Arena de Jocs a competir per la seva vida. Sam, atès per unes programes anomenades Sirenes, és despullat de la roba humana amb la qual va entrar i se li assigna un vestit de llum. Així mateix, se li assigna un disc, que és on es guardaran els seus records i coneixements sobre aquest món. Quan per fi Sam entra a la sorra, ha de participar en les "Guerres de Discos", en la qual els programes combaten amb el seu propi disc com a arma fins que un d'ells sigui eliminat. Sam juga molt bé les primeres rondes fins que decideix escapar, però per desgràcia acaba entrant en la sorra de la ronda final, que li correspon jugar contra Rinzler, un dels rivals més temuts i aclamats, però durant el combat Sam és derrotat per Rinzler, no obstant això quan Rinzler es prepara per finalment liquidar-ho, descobreix que Sam és un usuari i el captura.
Sam és capturat pels guàrdies i el porten davant de Clu, qui va ser creat per Kevin Flynn i és una còpia seva (alguna cosa així com un avatar d'ell mateix) i qui és el regidor d'aquest món i busca la perfecció perquè aquesta és la seva programació original. Per la semblança física amb el seu pare, Sam pensa que ell ho és, no obstant això s'adona que no és ell, pels plans malignes que li revela i perquè cronològicament el seu pare hauria de tenir un aspecte més vell i Clu té el mateix aspecte que quan el seu pare va desaparèixer. Immediatament Sam és portat a la sorra de "Motos de Luz" i se li assignen altres quatre programes perquè facin equip juntament amb Clu i els seus sequaços en una batalla de motos de llum. Les motos de llum deixen un deixant que, si és travessada, és mortal; per tant molts programes que són assignats a l'equip de Sam són eliminats brutalment pels secuaces de Clu i pel mateix Clu. Quan solament queden Clu i Sam, apareix un vehicle tot-terreny a la Arena d'imprevist, i una persona emmascarada li diu a Sam que pugi. Quan estan sortint tres motos els intenten perseguir, però el vehicle llança dues granades i exploten, llancen dos míssils a una paret i surten. Quan han sortit de la Arena, aquesta persona es revela com Quorra (Olivia Wilde), una noia que va ser enviada pel veritable Kevin Flynn per protegir-lo.
En arribar al seu refugi ocult en una zona anomenada Les Llunyanies, Kevin i Sam tenen una trobada molt emotiva després d'anys de no veure's. Durant el sopar, Sam li explica a Kevin que ha fet amb la seva vida i ell li qüestiona perquè mai va tornar a casa. Ell li diu que, per el, crear la Xarxa va ser alguna cosa inexplicable, i que donava tot per passar el major temps possible aquí, però com no ho podia deixar a ell solament ni a ENCOM, creo a dos aliats perquè ho ajudessin en la seva absència: Tron (una espècie de programa "antivirus") i Clu perquè ho ajudessin a construir el sistema perfecte. Les condicions van ser perfectes perquè apareguessin en forma espontània uns éssers anomenats ISOS (algorismes isomòrfics) dels quals Kevin estava feliç per la seva aparició. No obstant això, Clu va veure això com una imperfecció, per la qual cosa es va rebel·lar, va assassinar Tron i va cometre un genocidi contra gairebé tots els ISOS en un esdeveniment anomenat "La Depuració". En veure això, Kevin va tractar de sortir i eliminar a Clu des de fora, però el portal que ho portava endins es va tancar perquè consumia massa energia i, per tant, no pot mantenir-se obert per sempre, i com una caixa forta, solament pot obrir-se des de fora. Per tant, Kevin va quedar atrapat dins de la xarxa per sempre.
Sam li explica que quan va entrar, el portal es va obrir i era la seva oportunitat per sortir, però Kevin li explica que el portal no va a durar molt temps obert ja que triga solament un mil·licicle (8 hores) abans de tornar a tancar-se. També li diu a Sam que no pot anar al centre perquè Clu farà el possible per obtenir el seu disc dissenyat especialment, el qual és com la clau mestra per poder sortir al món exterior. Li explica que Clu busca la perfecció i que el seu món és massa imperfecte pel que seria la seva fi. Davant la negació del seu pare Sam decideix anar sol, perquè Clu no busca el seu disc i vora com esborrar a Clu des de fora i després busqués a Alan per pensar en com treure a Kevin després.
Kevin li diu que és molt arriscat, però Sam està disposat a fer-ho. Quorra ho envia amb Suze, una persona que guia als qui ho desitgen. Sam es porta la moto de llum de Flynn, que és la més ràpida en tota la Xarxa. Els sentinelles a les ribes de la ciutat detecten la moto de llum de Flynn; Sam sabent això, la hi dona a un borratxo com a obsequi a canvi de la seva caputxa perquè no ho reconeguin. Sam es troba amb Gem (Beau Garrett), una de les Sirenes que ho va vestir per sortir a combatre. Ella ho porta amb Cástor (Michael Sheen), amo del club Fi de la Comunicació, i li explica que per parlar amb Suze primer ha de parlar amb ell.
Mentrestant en el club Cástor li explica a Sam que Suze ha estat des de la primera creació de la Xarxa, després Sam li pregunta quan el coneixerà i Cástor li respon que ja ho va fer, revelant que ell és en realitat Suze, després li explica que després de "La Depuració" va ser necessari reinventar-se com a protecció, llavors Suze li pregunta a Sam que és el que desitja saber i Sam li respon que necessita arribar cap al portal, al que Suze li respon que el mateix ja gairebé es tanca i que no li queda molt temps però li esmenta que el portal no aquesta res a prop, ja que es troba més enllà dels confins de "Les Llunyanies", ja que el seu pare no volia que cap programa escapés de la Xarxa accidentalment i que per ser el fill de Kevin Flynn aquesta disposat a ajudar-ho, però ràpidament els sequaços de Clu envaeixen el club buscant a Sam o al mateix Kevin Flynn. Ràpidament, Sam comença a barallar amb ells i s'adona que Suze no és el que sembla, ja que aquest es diverteix per veure als programes morir a les mans dels secuaces de Clu. Quorra apareix i vé que Suze els va trair, mentrestant i enmig de la baralla, ella és ferida i li tallen el braç en el procés. No obstant això i sobtadament Kevin s'apareix i talla l'energia del club. Ràpidament es porten a Quorra, però un dels guàrdies de Clu aconsegueix arrabassar-li el disc de la seva esquena i posa una bomba a l'ascensor perquè baixi a tota velocitat sense frens amb el propòsit que morin, no obstant això Suze assassina al guàrdia de Clu i pren el disc de Kevin. Mentrestant, Kevin aconsegueix detenir l'ascensor, però queda sorprès perquè li van arrabassar el seu disc. Comencen una carrera per arribar al portal abans que Clu ho faci primer.
Clu arriba al club buscant el disc de Kevin, Suze al principi balboteja però al final l'hi lliura sense problemes. No obstant això quan Clu obté el disc i es retira del lloc, els seus sequaços deixen bombes per tot el club, i para quan ells s'han anat, les bombes destrueixen el club, assassinant a Suze i Gem. Kevin, Sam i Quorra, encara inconscient, aborden un aerolliscador de càrrega perquè els porti més prop del portal. Quan Kevin està examinant el disc de Quorra per tractar de reparar-li el seu braç, Sam s'adona que ella és una ISO, específicament l'última de la seva espècie. Kevin aconsegueix reparar el braç de Quorra amb èxit (entrant i manipulant el codi "arrel") mentre que li demana notícies a Sam sobre el que ha passat al món exterior després de la seva desaparició, on també li comenta que els pares de Kevin, per al temps que estava atrapat a la Xarxa ja havien mort, el seu pare quan Sam tenia 12 anys i la seva mare 5 anys després, després enmig de la conversa Sam li recorda el que el seu pare li va dir la nit que va desaparèixer sobre que l'aniria a la Xarxa i Kevin li esmenta que estava ansiós per ensenyar-li per aquell temps, Sam agrega que el lloc era increïble fins que Clu ho va arruïnar, però Kevin li revela que no és culpa de Clu, ja que Clu solament va seguir la programació original que Kevin li havia imposat en aquest moment, sinó que el veritable responsable va ser del mateix Kevin, ja que desitjava la perfecció i que llavors ell no ho entenia.
Quan Quorra desperta, ella li explica a Sam, que Kevin va ser el que excepte en mitjà de "La Depuració" d'uns guàrdies que venien a matar-la i que ell solament va estar tractant de protegir-la tot el temps. Ella li explica el seu desig de conèixer el Sol al món exterior i Sam tracta de descriure-li-ho, amb dificultat doncs mai ho ha fet. Mentrestant, s'adonen que hi ha una nau de Clu enmig del camí i quan l'aerolliscador es deté s'adonen que té emmagatzemats milers i milers de programes recodificats per utilitzar-los, és llavors quan s'adonen que Clu està armant un exèrcit privat al seu servei per portar-ho al món exterior. Mentre Clu els està donant el seu discurs sobre com conquistar el món exterior als programes, l'assenyala el disc de Kevin, que es troba en la seva cabina. Llavors ideen un pla per obtenir el disc i escapar cap al portal. Per guanyar una mica de temps Quorra decideix sacrificar-se per distreure als guàrdies, però és capturada per Rinzler.
Sam va després del disc mentre que Kevin obté un avió perquè puguin fugir. Sam pren el disc sense problemes, però en això apareix Rinzler amb Quorra on tots dos tenen una breu baralla però Sam aconsegueix vèncer-ho i rescata a Quorra, després tots dos intenten escapar ràpid per l'elevador, però Quorra li esmenta que Clu pujarà en uns minuts per aquí pel que no tenen cap sortida, no obstant això Sam pren un paracaigudes que estava aquí i tots dos salten per la finestra i arriben a l'hangar. Finalment Sam, Kevin i Quorra aconsegueixen escapar en un avió que Kevin va aconseguir, però immediatament són perseguits per Clu, Rinzler i quatre guàrdies, aquests els combaten on aconsegueixen derrocar als quatre guàrdies de Clu, després Rinzler immediatament els comença a atacar però quan els té en la mira i llest per derrocar-los, aquest immediatament comença a veure's alguna cosa confós fins que Clu li ordena disparar-lis i acabar amb ells però aquest es nega i s'eleva deixant que Clu els comenci a atacar, però quan Clu sembla acabar amb ells, Rinzler immediatament apareix dient: "Jo defenso als Usuaris" i acaba per estavellar la seva nau contra la de Clu, no obstant això en plena caiguda lliure Rinzler intenta activar el seu últim avió per salvar-se, però Clu s'apareix per sorpresa i l'hi lleva, deixant que aquest caigui a l'aigua, mentre aquest s'enfonsa en l'aigua les llums vermelles es tornen blaves revelant que en realitat és TRON. Clu apareix al portal esperant-los i Sam intenta destruir-ho, però Clu ho llança a un costat. Kevin li diu a Clu que no oblidi al fet que va venir, per atreure-ho cap a ell, Clu li lleva el disc a Kevin solament per descobrir que el disc de Kevin era el de Quorra, ho havien canviat en secret, llavors Clu decideix tractar de detenir-los però ja és trigui Sam i Quorra es posen al portal i alcen el disc de Flynn iniciant la seva sortida de la xarxa. Kevin s'acomiada de Sam i li demana al seu fill que cuidi de Quorra, no obstant això Clu salta en forma desesperada, travessa el pont cap al portal i tracta de detenir-los, però Kevin toca el sòl per iniciar la fusió, segons un programa establert anteriorment en forma secreta i es fusiona amb Clu, però el seu cos no resisteix la fusió i explota de forma nuclear, just després que el portal es tanca.
Sam apareix després en la seva oficina secreta descarregant a la XARXA en un dispositiu de memòria SD i en acabar la descàrrega l'hi penja en el coll i després apaga l'ordinador, Alan arriba a l'arcade sol perquè Sam li digui sarcàsticament que prendrà les regnes d'ENCOM. Quan està sortint es volteja i li diu que tenia raó, Alan li pregunta sobre que i Sam li diu que en tot. Quorra, qui està esperant a Sam fora, li pregunta què faran ara. Ell li diu que té alguna cosa que mostrar-li, i la porta a veure l'alba en la seva moto perquè pugui veure el sol als afores de la ciutat.

## Repartiment
- Garrett Hedlund és Sam Flynn, fill de Kevin Flynn.
- Jeff Bridges és Kevin Flynn, l'ex CEO d'ENCOM International i creador del popular joc d'arcade Tron basat en les seves pròpies experiències en la realitat virtual d'ENCOM; que va desaparèixer en 1989 en desenvolupar "una frontera digital que remodelarà la condició humana".
  - Jeff Bridges també interpreta CLU 2.0, una nova versió del programa original CLU, l'antagonista principal.
- Olivia Wilde és Quorra, lleial confident de Kevin Flynn, única ISO que va sobreviure al genocidi dels ISOS perpetrat per CLU 2.0.
- Bruce Boxleitner és Alan Bradley, actualment director executiu d'ENCOM International.
  - Boxleitner també interpreta Tron en els records de Kevin Flynn.
  - Anis Cheurfa és Rinzler, un programa de seguretat reprogramat per CLU per ser el seu assassí personal, més tard es descobreix que Rinzler no és un altre que el programa Tron.
- Michael Sheen és Castor, amo del club End Of Line dins del món electrònic i de fosc passat.
- James Frain és Jarvis, mà dreta i oficial d'informació de CLU 2.0
- Beau Garrett és Gem, una de quatre programes germanes cridades Sirenes, els qui allisten a Sam i a altres programes que són enviats a competir en La Sorra.
- Daft Punk apareixen com els DJ's emmascarats del club Fi de la Comunicació.
- Cillian Murphy és Ed Dillinger Jr, cap de programació d'Encom i fill d'Edward Dilliger (el principal antagonista de la pel·lícula original).

Els personatges de Yori i de la Dra. Lora Baines, tots dos interpretats per l'actriu Cindy Morgan en la pel·lícula original de TRON, no apareixen en aquesta nova producció.

## Inspiració i temes

El personatge de Wilde, Quorra, va ser modelat amb base a Joana d'Arc.

Tron: Legacy està ple de diverses referències a temes religiosos, particularment aquells relacionats amb el cristianisme i el budisme. El personatge de Olivia Wilde, Quorra, va prendre inspiració de la figura catòlica Joana d'Arc. Wilde es va inspirar en ella sis mesos abans que comencés la producció de la pel·lícula. Ella, al costat de Kosinski, van col·laborar amb els escriptors en l'edició dels personatges perquè ella tingués les característiques de Juana d'Arc. Wilde va avaluar les característiques de la figura dient: "És aquesta guerrera improbable, molt forta, però compassiva, i completament guiada pel desinterès. També pensa que està en contacte amb una mica d'un poder més alt i té un peu a cada món. Aquests són els elements de Quorra. ja que ella personifica el concepte de androginia, els productors van concebre a Quorra des d'aquesta perspectiva, en particular donant-li un tall de pèl curt.
Bridges va opinar que Tron: Legacy evocava un mite modern, i va agregar que les idees que al·ludien a l'avanç tecnològic eren freqüents al llarg de la pel·lícula. A Cyriaque Lamar de io9, l'acostament de la pel·lícula a la tecnologia era una reminiscència d'un kōan. "Una de les coses que em va portar a aquesta pel·lícula -va afirmar Bridges- va ser la idea d'ajudar a crear un mite modern que ens ajudi a navegar a través d'aquestes aigües tecnològiques [...]. Trobo la gratificació immediata tant com qualsevol, però succeeix tan ràpid que si prens una decisió com aquesta, pots anar molt lluny pel camí equivocat. Pensi en les ampolles d'un sol ús. D'on van venir? Qui ho va decidir? Vostè pot prendre un parell de glops d'aigua […] i aquestes ampolles no es desintegraran per complet. Els animals microscòpics mengen el plàstic, i els peixos els mengen, i tots estem connectats. És una situació finita".
Segons el guionista Adam Horowitz, Kosinski va afirmar que el tema universal de la pel·lícula era "trobar una connexió humana en un món digital". Van seguir això "apropant-se al món des de la perspectiva del personatge, usant a Kevin Flynn com un principi organitzador, i enfocant-se en la relació emocional del pare i el fill i la seva reconciliació; la qual cosa dona volta a les seves respectives vides individuals".

## Producció

### Antecedents
Steven Lisberger es va mudar de Boston, Massachusetts a Filadèlfia, Pennsilvània en la dècada de 1970 per seguir amb la seva carrera en animació per ordinador. A causa que el camp de l'animació per computadora estava concentrat principalment a Los Angeles, Lisberger tenia molt poca competència operant a la costa est: "Ningú per aquell temps feia coses d'Hollywood, així que no hi havia competició i ningú ens deia que no podíem fer-ho". Posteriorment va produir la pel·lícula de ciència-ficció nord-americana Tron (1982) per a Walt Disney Productions, la primera pel·lícula d'animació per computadora. Encara que la pel·lícula va obtenir alguns elogis crítics, va generar modestes vendes en taquilla - l'acumulat brut a Amèrica del Nord va ser de només $33 milions. El productor Sean Bailey, que va veure la pel·lícula amb el seu pare i Lisberger, va quedar captivat pel producte final. Encara que Tron es va comportar per sota de les expectatives de Disney, més tard va aconseguir seguidors de culte, que van alimentar l'especulació del suposat interès de Pixar a crear una seqüela, el 1999. Els rumors d'una seqüela de Tron es van encendre després del llançament el 2003 del videojoc de trets en primera persona, Tron 2.0. Lisberger va insinuar que un tercer lliurament podria succeir, depenent de l'èxit comercial del joc.

### Guió
Poc després de contractar a Kosinski, Bailey es va apropar al duo de guionistes Adam Horowitz i Edward Kitsis, els qui van acceptar per ser descrits com "obsessionats amb Tron". Horowitz va afirmar més tard que el desafiament era "homenatjar la primera pel·lícula, continuar la història, ampliar-la i portar-la a un altre lloc i obrir espai per a nous fans", i Kitsis va afirmar que la pel·lícula començaria una nova mitologia "de la qual nosaltres només ratllem la superfície". Horowitz i Kitsis primer van crear un esquema de la història, i van desenvolupar i van afinar la trama amb Bailey i Kosinski a través d'un període de dos dies a La Quinta. Els escriptors també van consultar a Lisberger, per veure la contribució del creador de Tron en la història. Lisberger va donar la seva benedicció, sobretot perquè té un fill de la mateixa edat que Sam, que Kitsis va declarar "era com si haguéssim tocat alguna cosa que estava sense ni tan sols adonar-nos". L'equip de Pixar va contribuir amb les reescriptures per als enregistraments addicionals després d'una interrupció al març de 2010, que va ajudar en particular al desenvolupament de la història de Sam.

### Concepción

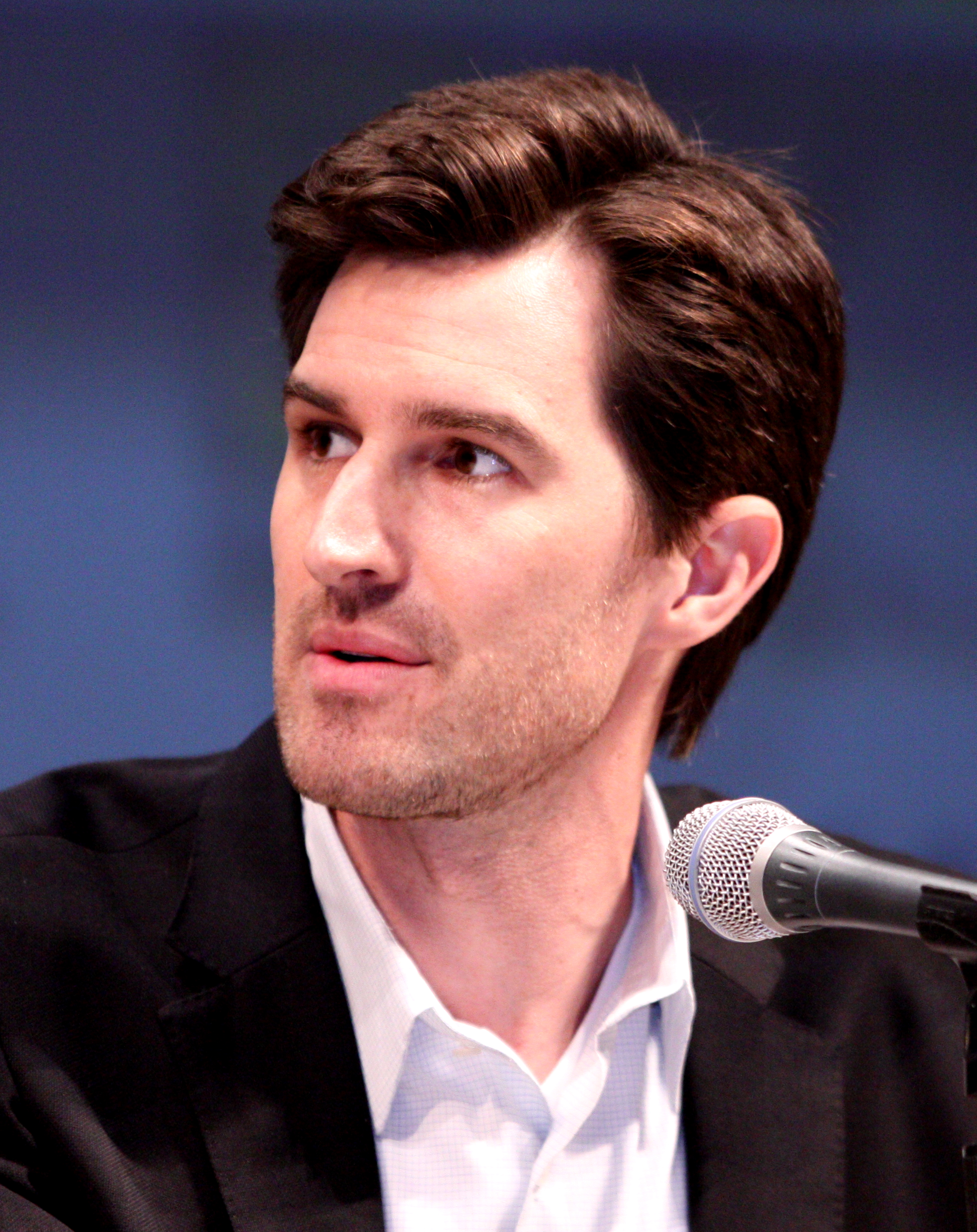
Kosinski, que va tractar d'evitar la fórmula utilitzada a The Matrix, va desenvolupar un prototip de l'univers de Tron: Legacy en les seves primeres etapes de producció.

Els plans per crear Tron: Legacy van començar a materialitzar-se el 2005, quan Walt Disney Studios va contractar als guionistes Brian Klugman i Lee Sternthal com a escriptors per a la pel·lícula. Els dos havien acabat recentment d'escriure el guió per Warrior. Segons el columnista de Variety, Michael Fleming, Klugman i Sternthal sentien "que el món ha aconseguit el concepte original de Lisberger". Klugman va dir de la pel·lícula anterior: "Es va recordar no només per la història, sinó per un estil visual que ningú havia usat abans, ho estem contemporitzant, prenent idees que estaven per davant de la corba i aplicant-les al present, i sentim que la pel·lícula té una oportunitat de ressonar en un públic més jove".

### Desenvolupament
A la Convenció Internacional de Còmics de San Diego del 2008, un tràiler preliminar (etiquetat com a TR2N i dirigit per Joseph Kosinski) es va mostrar com una sorpresa per als convidats a l'esdeveniment. En ell es veia un programa groc que va participar en una batalla de motocicletes de llum contra un programa blau; i va destacar Jeff Bridges que tornava al seu paper de Kevin Flynn amb més anys (des de la primera pel·lícula). Al final del tràiler, el programa groc mostrava el seu rostre, que semblava idèntic a l'anterior programa de Flynn, Clu (semblant al jove Flynn de Tron).
Mentre que el tràiler no va confirmar que una seqüela de Tron estava en producció, va mostrar que Disney estava pensant en una seqüela.
Les motos de llum tornen, amb nous dissenys de Daniel Simon. Segons la conferència de premsa en Comic-Con 2008, "apareixerà un nou vehicle anomenat "Light Runner", una versió de dos seients de la moto de llum. Es diu que és molt ràpida, i té la capacitat única de sortir de la xarxa que ell mateix va fer. També tenim la visió de la motocicleta de Kevin Flynn, una "Moto de Llum de Segona Generació" dissenyat per Flynn el 1989 i "segueix sent el vehicle més ràpid a The Grid". Incorpora una mica d'ambdues pel·lícules".

### Rodatge

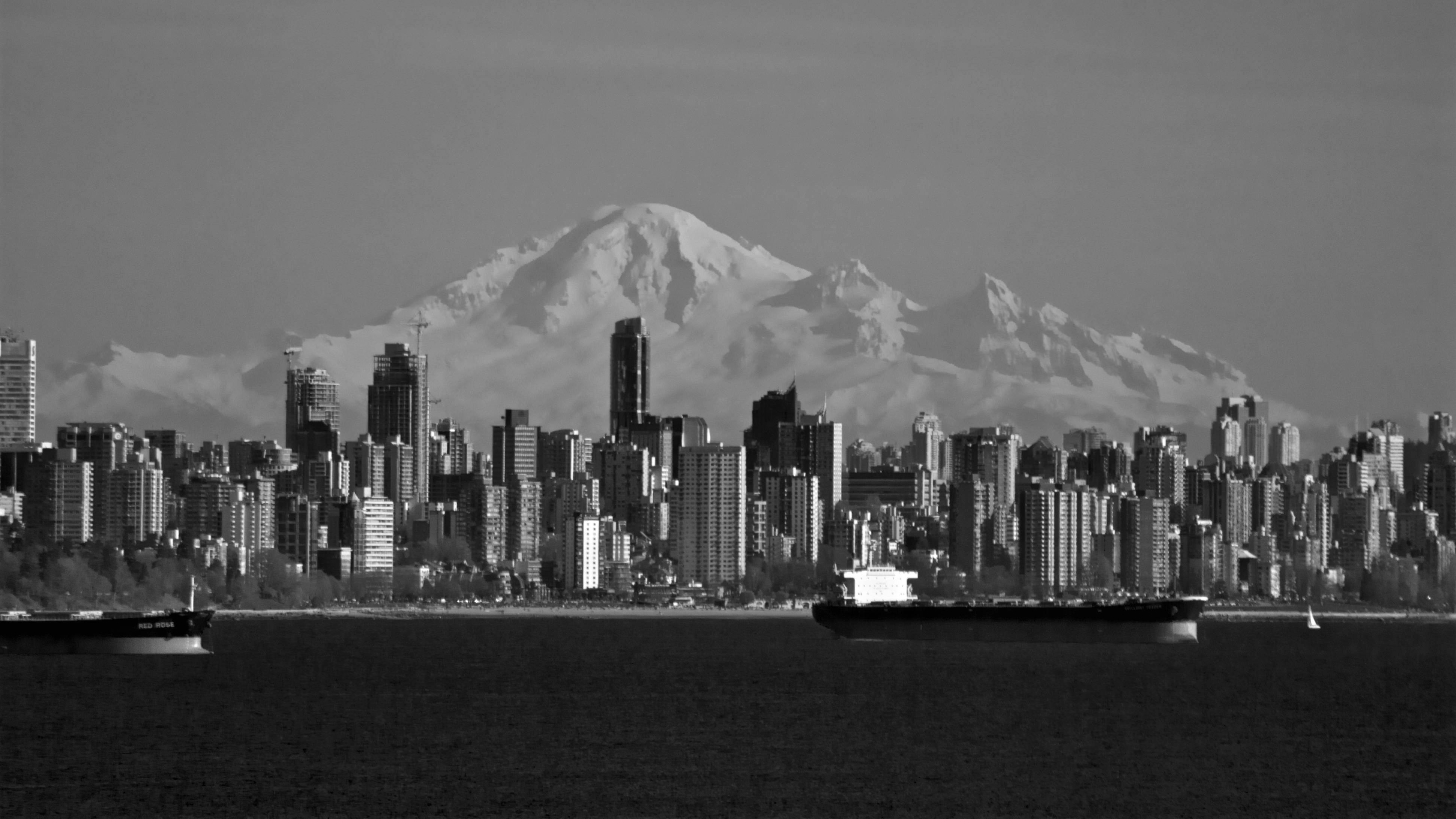
Una part del centre de Vancouver va proporcionar l'escenari de Tron: Legacy.

La fotografia principal va ocórrer en Vancouver, Columbia Britànica a l'abril de 2009, i va durar aproximadament 67 dies. Molts llocs per al rodatge es van establir al centre de Vancouver i els seus voltants. El rodatge de la pel·lícula va tenir lloc en l'estudi Canadian Motion Picture Park a Burnaby, un barri proper de la ciutat. Kosinski va col·laborar amb persones que es van especialitzar en camps fora de la indústria cinematogràfica, com ara l'arquitectura i el disseny automotriu.

### Disseny
En definir el seu mètode per crear Tron: Legacy, Kosinski va declarar que el seu objectiu principal era "fer que se sentís real", i va afegir que volia que l'audiència se sentís com si la pel·lícula hagués ocorregut en l'univers fictici.

### So i efectes visuals
Els efectes de la multitud per al camp de joc es van gravar en el San Diego Comic-Con Internacional de 2010. Durant un dels panells de Tron: Legacy, la multitud va rebre instrucció a través d'una gran pantalla de video, mentre que els tècnics de Skywalker Sound van gravar l'actuació. L'audiència va cantar i va trepitjar amb efectes similars al que se sent en els esports de arena moderns.

### Música

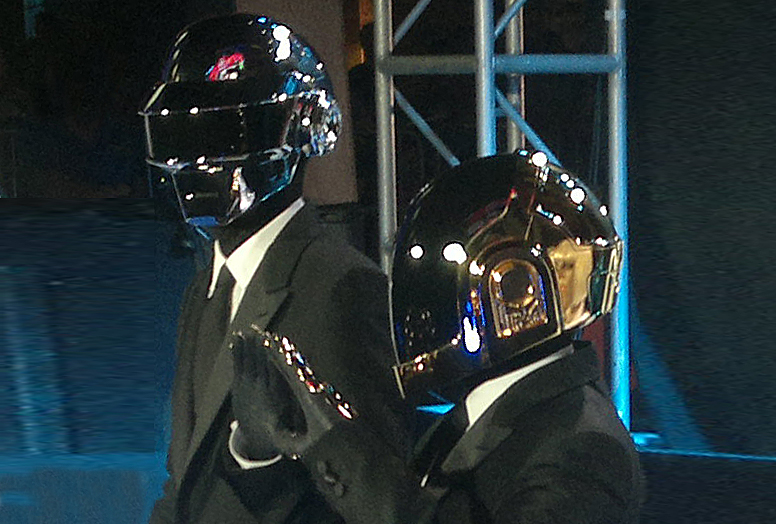
Pel soundtrack, Daft Punk es va allunyar d'un so exclusivament electrònic i va incorporar elements orquestrals.

El duo francès de música electrònica Daft Punk va compondre la banda sonora. Durant el Comic-Con 2009, es va revelar que ells van compondre 24 pistes per a la pel·lícula. Quan li van preguntar a Kosinski per què va decidir tenir al duo al comandament de la banda sonora, ell va respondre: «Com no podria almenys recórrer on ells?». Kosinski es va referir a l'àlbum, com una barreja de música electrònica i orquestral. Olivia Wilde va declarar que el duo potser estarien involucrats amb futurs esdeveniments promocionals però això mai va succeir. Un primer tràiler inclou als Daft Punk i la seva pista «Derezzed de la banda sonora. Inclou una orquestra de 85 peces, gravades en els AIR Lyndhurst Studios de Londres. Es va llançar un àlbum al públic el 6 de desembre de 2010. Més tard, Walt Disney Records va llançar un àlbum de remixes de la banda sonora titulat Tron: Legacy Reconfigured el 5 d'abril de 2011.

## Màrqueting
El 21 de juliol de 2009, diversos llocs web relacionats amb la pel·lícula van publicar que havien rebut per correu amb un parell de fitxes "Flynn's Arcade" juntament amb una unitat flaix. El seu contingut era un GIF animat que mostrava línies de codi CSS. Quatre d'ells van ser units i part del codi va ser trencat, revelant la URL a Flynnlives.com, un lloc fictici mantingut pels activistes que creuen que Kevin Flynn està viu, malgrat que ha estat desaparegut des de 1989.

### Parcs temàtics i atraccions

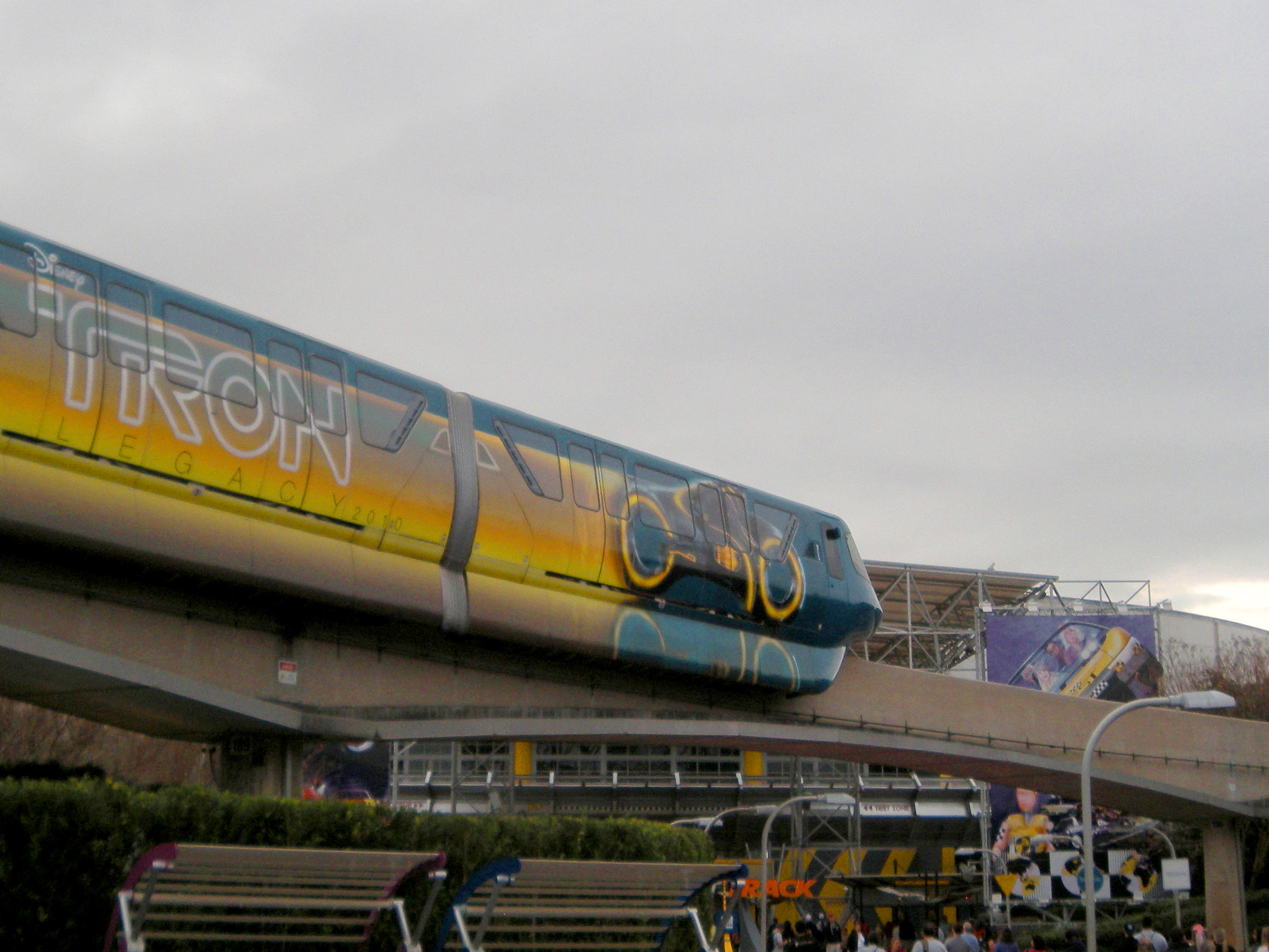
El monorail de Tron que passa per Epcot a Walt Disney World Resort.

Al Walt Disney World Resort a Florida, un tren de monorail va ser decorat amb obres d'art especials que representen bicicletes amb rajos de llum, juntament amb el logotip de la pel·lícula. Aquest monorail amb temes de Tron (antigament el monocarril "Coral") va ser reanomenat el "Tronorail" i es va inaugurar al març de 2010.

### Marxandatge
Les línies de l'electrònica i de joguina inspirades en la pel·lícula van ser llançades durant la tardor de 2010. Una línia de joies inspirades en Tron, sabates i peces de vestir també va ser llançat, i Disney fins i tot va crear una botiga pop-up per vendre'ls a Culver City. Els controladors de videojoc personalitzats de Tron han estat llançats per a Xbox 360, PlayStation 3 i Wii.

## Estrena
El 28 d'octubre de 2010, una projecció de 23 minuts de la pel·lícula va ser posada en molts cinemes IMAX de tot el món (presentada per ASUS). Les entrades per a aquest esdeveniment es van esgotar en una hora el 8 d'octubre, d'igual manera els bitllets stand-by per a l'esdeveniment es van vendre poc abans que comencés la presentació. Al mateix temps que la mercaderia original de la pel·lícula va ser posada a la venda. Anunciat a través de la pàgina oficial a Facebook de Tron, l'estrena de la catifa vermella de la pel·lícula es va transmetre en directe a Internet. Tron: Legacy va ser estrenada als cinemes el 17 de desembre de 2010, als Estats Units i el Regne Unit. La pel·lícula va ser originalment establerta per ser llançat en el Regne Unit el 26 de desembre de 2010, però es va avançar a causa de l'alta demanda. La cinta va ser presentada en IMAX 3D i Disney Digital 3D.

### Format domèstic
Tron: Legacy va ser llançada per Walt Disney Studios Home Entertainment en Blu-ray, DVD, i descarrega digital a l'Amèrica del Nord el 5 d'abril de 2011.

## Recepció

### Taquilla
Previ a la seva estrena, diversos analistes financers van predir que Tron: Legacy podria recaptar entre $40–50 milions de dòlars durant el seu cap de setmana d'estrena, una xifra que el comentarista de Los Angeles Times, Ben Fritz, va escriure podria ser "sòlida però no espectacular". Encara que l'estudi esperava atreure a una àmplia audiència, la pel·lícula va atreure principalment als homes: "Les dones semblen més vacil·lants sobre aquesta seqüela de ciència-ficció", va escriure Fritz. Jay Fernández, de The Hollywood Reporter, sentia que l'audiència desproporcionada seria un problema per a les perspectives a llarg termini de la taquilla. Escrivint per a Box Office Mojo, Brandon Gray va atribuir el hype del pre-estrena a "expectatives injustificades dels fanboys d'un blockbuster", donat el Tron original va ser considerat un fracàs de taquilla quan va ser llançada, i els seguidors de culte de la pel·lícula la "van ascendir a un nínxol".
A l'Amèrica del Nord, la pel·lícula va guanyar $43,6 milions durant el seu cap de setmana d'estrena. En el seu primer dia, va recaptar $17.6 milions, incloent $3.6 milions dels prestrenos de mitjanit en prop de 2 000 cinemes, 29% del total va ser de projeccions IMAX, i va reclamar el primer lloc en taquilla el cap de setmana, per davant de Yogui Bear i How Do You Know. Tron: Legacy va recaptar aproximadament $68 milions durant la seva primer setmana, i va superar els $100 milions en el seu 12n. dia d'estrena.
Fora de l'Amèrica del Nord, Tron: Legacy va recaptar $23 milions en el seu cap de setmana d'estrena, amb una mitjana de $6.000 dòlars per cinema. D'acord amb Disney, el 65% de la taquilla forana va provenir de cinc mercats clau: Japó, Austràlia, Brasil, Regne Unit i Espanya. El film es va comportar millor al Japó on va obtenir $4,7 milions de 350 cinemes. Austràlia ($3,4M), el Regne Unit ($3,2M), Brasil ($1,9M), i Espanya ($1,9M). Per al següent cap de setmana, Tron: Legacy va obtenir $65,5 milions de mercats forans, sumant un total de $153,8 milions. Al final de la seva estrena en cinemes, Tron: Legacy va obtenir $400.062.763 dòlars; dels quals $172.062.763 provenen de l'Amèrica del Nord, i $228.000.000 d'altres territoris.

### Crítica
Després del seu llançament, la pel·lícula va rebre crítiques mixtes dels experts en cinema, els qui van elogiar els efectes visuals, el disseny de producció i la banda sonora, però van criticar el desenvolupament del personatge, l'actuació del repartiment i la història. El lloc web Rotten Tomatoes va informar que el 51% dels crítics li van donar a la pel·lícula una revisió positiva, basada en 226 comentaris. Aconseguint una puntuació mitjana de 5.9/10, el consens del lloc va declarar: «Tron: El Llegat compta amb efectes visuals enlluernadors, però els seus personatges humans i la història es perden enmig del seu disseny de producció últim model». En Metacritic, que assigna una qualificació normalitzada a 100 amb base en les revisions dels crítics principals, Tron: Legacy va rebre una puntuació mitjana de 49, basat en 40 revisions.
| «             | «Tron: Legacy, una seqüela feta 28 anys després de l'original, però amb el mateix actor, és fidel a la primera pel·lícula: també no es pot entendre, però es veu molt bé. Ambdues pel·lícules, fetes tants anys després, poden demandar el ser una obra d'art.» | » |
| — Roger Ebert | |   |

Els efectes visuals van ser citats com el punt culminant i central de la pel·lícula. En la seva crítica de tres estels, Roger Ebert, del Chicago Sun-Times, va considerar que l'ambient era estèticament agradable i va agregar que el seu score mostrava una "força electrònica" que complementava les imatges. El columnista de Rolling Stone, Peter Travers, va fer ressò en els sentiments, concloent que els efectes eren un "premi de calibre".
Els crítics es van trobar dividits en parlar del desenvolupament del personatge i els arguments en Tron: Legacy. El periodista de The New Yorker Bruce Jones va comentar que l'audiència no va connectar amb els personatges, ja que mancaven d'emoció i substància. «Disney pot estar buscant una bonança amb el màrqueting d'aquesta perllongada seqüela [va comentar Jones], però a algú en les oficines corporatives se li va oblidar afegir qualsevol interès humà al seu pesat guió d'acció.» De la mateixa manera, la periodista de USA Today, Claudia Puig, va trobar que Tron: Legacy ressona amb un diàleg «absurd» i «sense imaginació, fins i tot ofuscant», i que «la major part de la història simplement no funciona». Encara que va proclamar que la trama de Tron: Legacy i la seva predecessora tendeix a ser irregular, Ian Buckwalter de NPR va ser indulgent amb Legacy a causa del seu caràcter juvenil.

### Premis
Tron: Legacy va rebre un premi per "Millor score original" de la Austin Film Critics Association. La pel·lícula també va ser nominada per a "Excel·lència en el disseny de la producció per a una pel·lícula de la fantasia" pel Gremi de Directors d'Art, i per a "Edició de so" per l'Acadèmia d'Arts i Ciències Cinematogràfiques. La pel·lícula va estar en la llista final pel Premi de l'Acadèmia als Millors Efectes Visuals, encara que no va rebre nominació.
| Premi                              | Data                   | Nominats(s)                                                                 | Categoria                                                                    | Resultat  |
| ---------------------------------- | ---------------------- | --------------------------------------------------------------------------- | ---------------------------------------------------------------------------- | --------- |
| 83ens Premis de l'Acadèmia         | 27 de febrer de 2011   | Gwendolyn Iots Whittle i Addison Teague                                     | Millor edició de so                                                          | Nominat   |
| Art Directors Guild                | 5 de febrer de 2011    | Darren Gilford                                                              | Excel·lència en el disseny de producció per a una pel·lícula de fantasia     | Nominat   |
| Austin Film Critics Association    | 22 de desembre de 2010 | Daft Punk                                                                   | Millor score original                                                        | Guanyador |
| Costume Designers Guild            | 22 de febrer de 2011   | Michael Wilkinson i Christine Bieselin Clark                                | Excel·lència en una pel·lícula de fantasia                                   | Nominat   |
| Las Vegas Film Critics Society     | 16 de desembre de 2010 | Daft Punk                                                                   | Millor score original                                                        | Nominat   |
| Las Vegas Film Critics Society     | 16 de desembre de 2010 |                                                                             | Millors efectes visuals                                                      | Nominat   |
| MTV Movie Awards                   | 5 de juny de 2011      | Olivia Wilde                                                                | Millor estavella revelació                                                   | Nominat   |
| 37th Saturn Awards                 | 23 de juny de 2011     |                                                                             | Millor pel·lícula de ciència-ficció                                          | Nominat   |
| 37th Saturn Awards                 | 23 de juny de 2011     | Jeff Bridges                                                                | Millor actor                                                                 | Guanyador |
| 37th Saturn Awards                 | 23 de juny de 2011     | Garrett Hedlund                                                             | Millor actor de repartiment                                                  | Nominat   |
| 37th Saturn Awards                 | 23 de juny de 2011     | Daft Punk                                                                   | Millor música                                                                | Nominat   |
| 37th Saturn Awards                 | 23 de juny de 2011     | Michael Wilkinson                                                           | Millor vestuari                                                              | Nominat   |
| 37th Saturn Awards                 | 23 de juny de 2011     | Darren Gilford                                                              | Millor disseny de producció                                                  | Guanyador |
| 37th Saturn Awards                 | 23 de juny de 2011     | Eric Barba, Steve Preeg, Karl Denham, Nikos Kalaitzidis                     | Millors efectes especials                                                    | Nominat   |
| Teen Choice Awards                 | 5 de juny de 2011      | Olivia Wilde                                                                | Revelació femenina                                                           | Nominat   |
| Visual Effects Society Awards 2010 | 19 de febrer de 2011   | Eric Barba, Lisa Beroud, Steve Gaub, Steve Preeg                            | Outstanding Visual Effects in a Visual Effects Driven Feature Motion Picture | Nominat   |
| Visual Effects Society Awards 2010 | 19 de febrer de 2011   | Jonathan Litt, Juan S. Gomez, Kevin Sears, Sonja Burchard for the Disc Game | Outstanding Created Environment in a Live Action Feature Motion Picture      | Nominat   |
| Visual Effects Society Awards 2010 | 19 de febrer de 2011   | Paul Lambert, Sonja Burchard, Kym Olsen, Sarahjane Javelo Chase             | Outstanding Compositing in a Feature Motion Picture                          | Nominat   |

## Seqüela detinguda i altres mitjans

### Seqüela detinguda
Steven Lisberger va declarar el 28 d'octubre de 2010, abans de la publicació de la pel·lícula, que una seqüela estava a la planificació i que Adam Horowitz i Edward Kitsis, guionistes de Tron: Legacy, es trobaven en les primeres etapes de producció d'un guió per a la nova pel·lícula. Perry Nemiroff de Cinema Blend va especular que Tron 3 podria ser el primer lliurament en una nova trilogia. El 13 de gener de 2011, Ain't It Cool News va informar que la pel·lícula estava prop de tenir la seva seqüela, anunciada com a part del pla de Disney per al futur de Tron. El 21 de gener del mateix any, Tron-Sector va reportar un rumor sense una font que una seqüela de Tron: Legacy havia estat aprovada i un teaser trailer es mostraria en el DVD i Blu-ray Disc llançat de Tron i Tron: Legacy. El març de 2015, es va revelar que Disney havia donat "llum verda" a la tercera pel·lícula amb Hedlund reprenent el seu paper com Sam i Kosinski tornant a dirigir la seqüela. A l'abril, es va revelar que Wilde tornaria com Quorra. S'esperava que el rodatge comencés en Vancouver a l'octubre de 2015. Al setembre de 2015, Hedlund va indicar que li van dir que la tercera pel·lícula de Tron no estava "totalment morta", però de broma va suggerir que podria ser llançada 30 anys més tard, fent referència a la bretxa de prop de 30 anys entre la primera pel·lícula i Legacy. L'agost de 2016, l'exexecutiu de desenvolupament de Disney, Brigham Taylor, va dir a ScreenRant que "òbviament hi ha hagut converses", referint-se a la possibilitat d'una seqüela.
El 28 de febrer de 2017 durant una sessió de preguntes i respostes amb Joseph Kosinski, va revelar que la idea de Tron 3 no ha estat rebutjada, en lloc de dir que estava en "congelació criogènica". Uns dies més tard, es va anunciar que Disney estava buscant reiniciar la franquícia amb Jared Leto per interpretar a un nou personatge anomenat Ares, que es va originar en el guió de Tron 3.

### Televisió
Tron: Uprising és una sèrie spin-off animada que va ser estrenada el 7 de juny de 2012 a Disney XD als Estats Units. Els escriptors de Tron: Legacy, Adam Horowitz i Eddie Kitsis, van revelar que la sèrie explica la història del que va passar a The Grid entre les pel·lícules. Els actors de l'animació inclouen a Bruce Boxleitner com Tron, a Elijah Wood, a Llanci Henriksen, a Mandy Moore, a Emmanuelle Chriqui, a Paul Reubens, a Nate Corddry i a Olivia Wilde, que torna al seu paper com Quorra.

### Manga
Una versió manga de Tron: Legacy va ser publicada per Earth Star Entertainment al Japó el 20 de juny de 2011.

### Videojoc
El 7 de desembre de 2010 va sortir a la venda el videojoc Tron: Evolution, publicat per Disney Interactive. Va ser oficialment presentat en els Premis Skipe de Videojocs i ha estat llançat amb suport per Wii, Microsoft Windows, PlayStation 3, PlayStation Portable i Xbox 360. La música del videojoc va ser composta per Sascha Dikiciyan (també conegut com a Sonic Mayhem), Cris Velasco (God of War), i Kevin Manthei. S'han inclòs dues pistes de la pel·lícula compostes per Daft Punk en el videojoc: "Derezzed" i "The Grid".
En el videojoc Kingdom Hearts 3D: Dream Drop Distance, de Square Enix, existeix un món anomenat "The Grid", aquest món està basat en la pel·lícula.

## Cronologia de l'univers Tron
- Tron (1982) (pel·lícula)
- Tron 2.0 (videojoc)
- Tron: The Ghost in the Machine (historieta)
- Tron: Betrayal (1983/1989) (historieta)
- Tron: Uprising (2012) (sèrie de televisió)
- Tron: Evolution (2010) (videojoc)
- Tron Legacy (2010) (pel·lícula)